# Великі міські агломерації Португалії
Великі міські агломерації (порт. Grande Área Metropolitana, GAM) — міські зони в Португалії, що включають великі міста та передмістя. Вважаються адміністративними одиницями, що володіють автономією. У кожній з них не менше 9 громад і не менше 350 тис. мешканців. Останнім часом налічується 7 таких зон: 
- Великий Лісабон (GAM de Lisboa)
- Великий Порту (GAM do Porto)
- Велике Мінью (GAM do Minho)
- Велике Авейру (GAM de Aveiro)
- Велика Коїмбра (GAM de Coimbra)
- Велике Алгарве (GAM do Algarve)
- Велике Візеу (GAM de Viseu)